# Gallspach
Gallspach ist eine Marktgemeinde in Oberösterreich im Bezirk Grieskirchen im Hausruckviertel mit 2772 Einwohnern (Stand 1. Jänner 2025).

## Geografie
Gallspach liegt auf 365 m Höhe im Hausruckviertel. Die Ausdehnung beträgt von Nord nach Süd 3,4 km, von West nach Ost 3,8 km. Die Gesamtfläche beträgt 6,18 km². 11,7 % der Fläche sind bewaldet, 75 % der Fläche sind landwirtschaftlich genutzt.

### Gemeindegliederung
Das Gemeindegebiet umfasst folgende neun Ortschaften (in Klammern Einwohnerzahl Stand 1. Jänner 2025):
- Enzendorf (16)
- Gallspach (1955)
- Gferedt (42)
- Niederndorf (220)
- Schützendorf (295)
- Thall (14)
- Thongraben (69)
- Vornwald (166)
- Wies (65)

Die Gemeinde besteht aus den Katastralgemeinden Enzendorf und Gallspach.
Die Gemeinde liegt im Gerichtsbezirk Grieskirchen.

### Nachbargemeinden
|             | Grieskirchen                                |             |
| St. Georgen | Kompassrose, die auf Nachbargemeinden zeigt | Schlüßlberg |
| Meggenhofen |                                             | Kematen     |

## Geschichte

### Ortsgeschichte
Ursprünglich im Ostteil des Herzogtums Bayern gelegen, gehörte das Gemeindegebiet seit dem 11. Jahrhundert zum Herrschaftsbereich der Grafen von Lambach, nach deren Aussterben der steirischen Otakare/Ottakaringer und der Grafen von Formbach, ab 1192 der österreichischen Babenberger. In der ersten Hälfte des 12. Jahrhunderts sind hier Dienstleute der Formbacher und Steinbacher nachgewiesen, die 1108 mit Perengar de gailisbach erstmals urkundlich in Erscheinung traten. Die häufig angeführte Erstnennung Gallspachs im Jahre 1111 bezieht sich auf Gallsbach (Ober- und Untergallsbach) bei Prambachkirchen. In der zweiten Hälfte des 12. Jahrhunderts fiel der Steinbacher Besitz – und mit ihm Gallspach – durch Heirat der Richezza nobilis matrona de Steinbach mit Gundacker von Steyr, einem Ministerialen der Otakare, an dieses Geschlecht, aus dem ab dem 13. Jahrhundert die Herren von Starhemberg hervorgingen. Zum Edelsitz gehörte im 13. Jahrhundert eine Capellen ze Gailspach. 1343 scheint Eberhard V. von Walsee als Besitzer Gallspachs auf. Er veranlasste im selben Jahr die Lösung des Ortes von der Pfarre Grieskirchen und die Gründung einer eigenen kleinen Pfarre, die nur den Burgfrieden umfasste. Zwischen 1354 und 1483 hat die Familie Geymann Gallspach als Wallseer, später als landesfürstliches Lehen inne. Am 4. Mai 1439 Markterhebung durch König Albrecht II. Bestätigung am 20. Dezember 1442 durch Friedrich III.:

„Wir Friedrich von gotes gnaden Römischer Kunig zu allen zeyten Merer des Reichs Herzog ze Österreich ze Steyr ze Kernden und ze Krain Grave zu Tirol cc. bekennen Als weilend unser lieber Vetter Kunig Albrecht unserm getrewen Stephan Gewman und den Leuten zu Gailspach einen ewigen Wochenmarkht geben hat all wochen am Mittichen daselbs zuhaben nach lautt des briefs darumb usgegangen und uns furpracht. Also haben wir durch fleizzige bete des benanten Stephans und williger dienst willen so er uns erzeigt hat und hinfur tun sol und mag Im und den benanten Leuten zu Gailspach den gemelten wochenmarkht gnediclich vernewet und bestettigt. Vernewen und bestettigen In den auch von römischer kuniglicher macht in kraft diezs briefs und meinen daz Er den nach umhaltt des egenanten unßs Vetters Brief haben und des geprauchen sullen von allermeintlich ungehindert. Mit urkund diß Briefs. Versigilt mit unserm kuniglichen anhangundem Insigil. Geben zu Insprukh an sand Thamans Abend des heiligen Zwelfpoten nach krist gepurd vierzehenhundert Jar und darnach in dem Zweyunduierzigisten Jar. Unsers Reichs Im dritten Jare.“

Im 16. Jahrhundert war Gallspach ein Zentrum des oberösterreichischen Protestantismus. Ab etwa 1560 war die katholische Pfarre unbesetzt. 1566 wurde erstmals eine Schule erwähnt; 1586 wurde Johann Tauber von der Welser Lateinschule als Lehrer nach Gallspach berufen. Im Zuge der Gegenreformation musste 1624 der Gallspacher Prädikant Augustin Kromayer (Krammauer) das Land verlassen. Aufständische Bauern besetzten am 20. Mai 1626 den Markt und erzwangen die Herausgabe aller Waffen aus der herrschaftlichen Rüstkammer. 1633 veräußerte die protestantische Familie Geymann Herrschaft und Markt Gallspach. Durch den Bauernkrieg und ständige Einquartierungen verarmte die Bevölkerung. Die katholische Pfarre wurde ab 1633 vom Kloster St. Nikola aus wieder besetzt. 1634 begann die pfarrliche Matrikenführung.
Bedeutende Herrschaftsinhaber des 17. u. 18. Jahrhunderts waren die Familie Waldberg (1638–1685), Augustin Freiherr v. Erhardt (1688–1695), Familie Hoheneck (1709–1796) und die Familie Imsland (1796–1871). Ab der Mitte des 17. Jh. folgte eine spürbare wirtschaftliche Erholung. Neben dem Mittwoch-Wochenmarkt gab es noch vier Jahrmärkte: am ersten Sonntag in den Fasten (Sonntag Invocavit), an Peter und Paul (29. Juni), am Bartholomäustag (24. August) und am Festtag der heiligen Katharina (25. November).
Im 18. Jahrhundert bestanden bis zu 108 Konzessionen für Wanderhändler, die Schnitt- und Kurzwaren auf Märkten in Oberösterreich und der Steiermark anboten. Eine Gilde von 12 Meisterinnen und 48 Gesellinnen fertigte Stickereien (Figuren, Blumen) auf Kottun, Seide und Musselin an. 1755 erstmalige Nennung einer bürgerlichen Schützengruppe, 1801 einer Musikkapelle. Von 1810 bis 1816 fiel Gallspach an das mit Napoléon Bonaparte verbündete Königreich Bayern. Die Staatsgrenze verlief durch das Gemeindegebiet von Gallspach entlang der Straße Kochlöffeleck-Gferedt-Schlatt-Egg-Meggenhofen.
Trotz des wirtschaftlichen Niederganges als Folge der Franzosenkriege nennt eine Aufstellung von 1820 im Markt noch folgende Gewerbebetriebe: 1 Bräuer, 5 Wirte, 3 Metzger, 4 Bäcker, 1 Maurermeister, 1 Bethenmacher (Rosenkranzmacher), 1 Posamentierer, 3 Grießler, 2 Schuhmacher, 1 Schlosser, 3 Fassbinder, 2 Schneider, 2 Sattler, 3 Weber, 1 Hutmacher, 1 Töpfer, 1 Rotgerber, 3 Beschlagschmiede, 1 Obsthändler, 2 Schleifer, 1 Seiler, 1 Naglschmid, 1 Tischler, 1 Glaserer, 1 Färber, 1 Stricker, 1 Nadler, 1 Kürschner, 1 Messerschmid, 3 Pferdehändler, 1 Eisenhändler und 36 Krämereyen. 1870 Eröffnung des Postamtes, 1887 Gründung der Freiwilligen Feuerwehr Gallspach, 1903 Eröffnung eines Gendarmeriepostens und Gründung der Raiffeisenkasse, 1906 Feuerwehrgründung in Enzendorf. Von 1891 bis 1893 betrieb der Gallspacher Arzt Franz Xaver Zadny (1840–1913) eine Kaltwasserheilanstalt nach der Methode von Pfarrer Sebastian Kneipp aus Wörishofen und bewarb Gallspach in der Presse als Luftcurort.
Seit 1920 wachsender Bekanntheitsgrad als Sitz des elektrophysikalischen Institutes Zeileis. Erweiterung des Ortsgebietes durch den Bau vieler Hotels und Pensionen. 1951 Eröffnung des Kurparkes. 1960 Ernennung zum Luftkurort. Den Höhepunkt des Kurtourismus erlebte Gallspach 1967 mit rund 456.000 Übernachtungen. Ab den 1980er Jahren ständiger Rückgang des Kurtourismus. 2014 zählte der Luftkurort Gallspach nur noch 21.743 Übernachtungen. Vor 1918 gehörte der Markt Gallspach zum Erzherzogtum Österreich ob der Enns, von 1918 bis 1938 und abermals seit 1945 zum Bundesland Oberösterreich, während der NS-Zeit (1938–1945) zum Gau Oberdonau. 1938 erfolgte die Eingemeindung von Enzendorf, mit dem seit 1937 eine Verwaltungsgemeinschaft bestand.

### Die Marktentwicklung (14.–18. Jh.)
- 1343–1439: Geumarkt. In der Gründungsurkunde der Pfarre (1343) wird in Gallspach erstmals ein Marckht im Burkhfridt genannt. Neben der Kirche, der Veste, dem herrschaftlichen Meierhof und einigen Nebengebäuden (Zehentstadel, ev. Pflegerhaus) befinden sich im unmittelbaren Marktbereich keine nachweisbaren Häuser. Der Pfarrhof liegt oberhalb des Ortes, in einigem Abstand vom Burgort liegen die Bauernhäuser in Schützendorf, Obergallspach, Weinberg, Thal, Diesting, Nussbaumhof, Niederndorf, Neidhartsberg, Ditschenberg, Wies und Leiten, die großteils der Herrschaft Gallspach untertänig sind.
- 1439–1526: Privilegierter Markt als Teil der Wirtschaftsherrschaft Gallspach. Neben der Kirche, der Veste und dem Meierhof entsteht eine Infrastruktur für die Marktfahrer (Mühle, Bäcker, Fleischbank, Schmiede, Schuster, Weber, Schneider, Taverne, Badehaus, Marktbrunnen). Dazu werden im 15. Jh. 13 Burgrechte an sich ansiedelnde Handwerker vergeben. Das Urbar 1526 nennt 19 bewohnte Häuser. Die verstreut gebauten Häuser liegen teilweise beiderseits der Straße nach Grieskirchen, einige in leicht erhöhter Lage über dem Hofplatz. Ein verbauter Marktplatz existiert noch nicht.
- 1526–1610: Ausbau bzw. Verdichtung des Hausbestandes am Marktplatz und beiderseits der heutigen Linzer Straße (Bildung des alten Marktes mit etwa 50 Hausnummern und Bau der ersten Häuser im Thongraben). Beginn des bürgerlichen Marktes. 1607 erlässt Hans Ludwig Geymann eine Marktordnung. Zweite Ansiedlungsphase von Handwerkern.
- 1610–1640: Niedergang des Marktes durch kriegerische Ereignisse. 1610 Einfall des Passauer Kriegsvolkes. 1619 Teilnahme Hans Ortolph Geymanns an der ständischen Revolution. 1620 Einmarsch der Bayern. 1625–1626 und 1632 Bauernunruhen. Graf Pappenheim übernachtet am 22./23. November 1626 mit seinen Truppen im Markt. Laufende Einquartierungen. Mehrmalige Aufforderung an die Evangelischen, zum katholischen Glauben zurückzukehren oder auszuwandern. 1634 wird die Zahl von nur 24 bewohnten Häusern als katastrophaler Zustand für den Markt bezeichnet.
- 1640–1710: Konsolidierungsphase nach der Gegenreformation. Weitere Verdichtung der Markthäuser. Dritte Ansiedlungsphase. Eine Brauerei wird genannt. Der Vormarkt wird vergrößert. Gemeinsam mit dem alten Markt hat Gallspach etwa 60 Hausnummern. Dazu entwickelt sich noch der Thongraben als „Vorort“ mit 10 Häusern.
- 1710–1720: Erweiterung des Marktes durch Anlage des Neumarktes (22 Häuser). Weitere Verdichtung des Vormarktes. Der Markt zählt etwa 85 Hausnummern.
- 1730–1750: Abermalige Erweiterung des Marktes durch Anlage der St. Georgsgasse (21 Häuser). Bau der Häuser im Vöglthen. Anlage der Teichhäuser. Der Markt Gallspach zählt etwa 110 Hausnummern.
- 1750–1790: Letzte Verdichtung des Häuserbestandes in der St. Georgs Gasse. Der Markt Gallspach zählt 121 Hausnummern. Diese Häuserzahl wird sich bis 1923 nicht ändern.

### Einwohnerentwicklung
| Jahr | Einwohner | Anmerkung |
| ---- | --------- | --------- |
| 1790 | 1.020     | Pfarre    |
| 1810 | 994       | Markt     |
| 1810 | 1.113     | Pfarre    |
| 1869 | 740       | Gallspach |
| 1869 | 293       | Enzendorf |
| 1880 | 722       | Gallspach |
| 1880 | 291       | Enzendorf |
| 1890 | 679       | Gallspach |
| 1890 | 274       | Enzendorf |
| 1910 | 615       | Gallspach |

| Jahr | Einwohner | Anmerkung |
| ---- | --------- | --------- |
| 1910 | 305       | Enzendorf |
| 1934 | 1.274     | Gallspach |
| 1934 | 296       | Enzendorf |
| 1951 | 1.833     |           |
| 1961 | 1.675     |           |
| 1971 | 1.867     |           |
| 1981 | 2.014     |           |
| 1991 | 2.462     |           |
| 2001 | 2.571     |           |
| 2011 | 2.602     |           |

## Kultur und Sehenswürdigkeiten

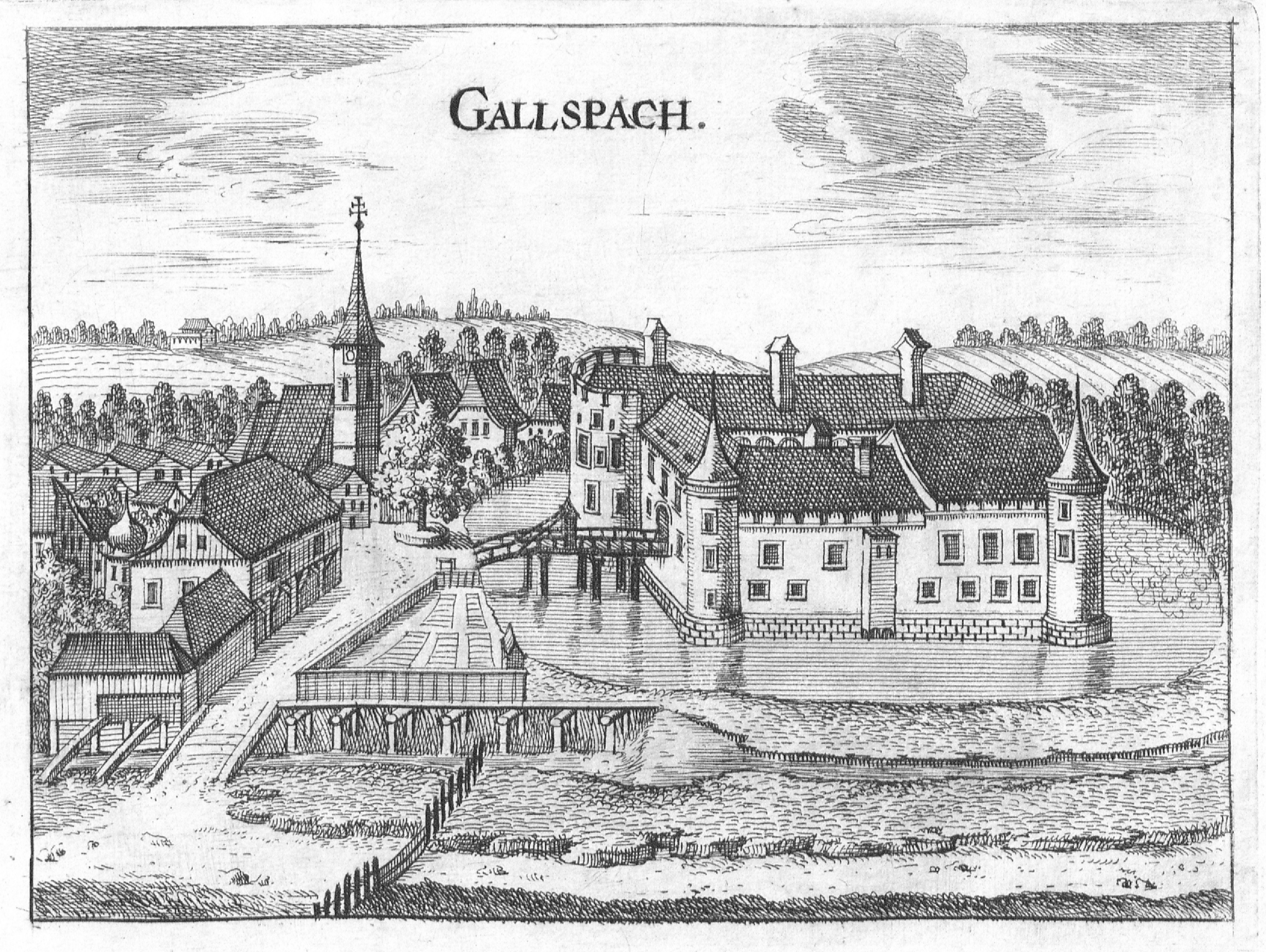
Wasserschloss Gallspach

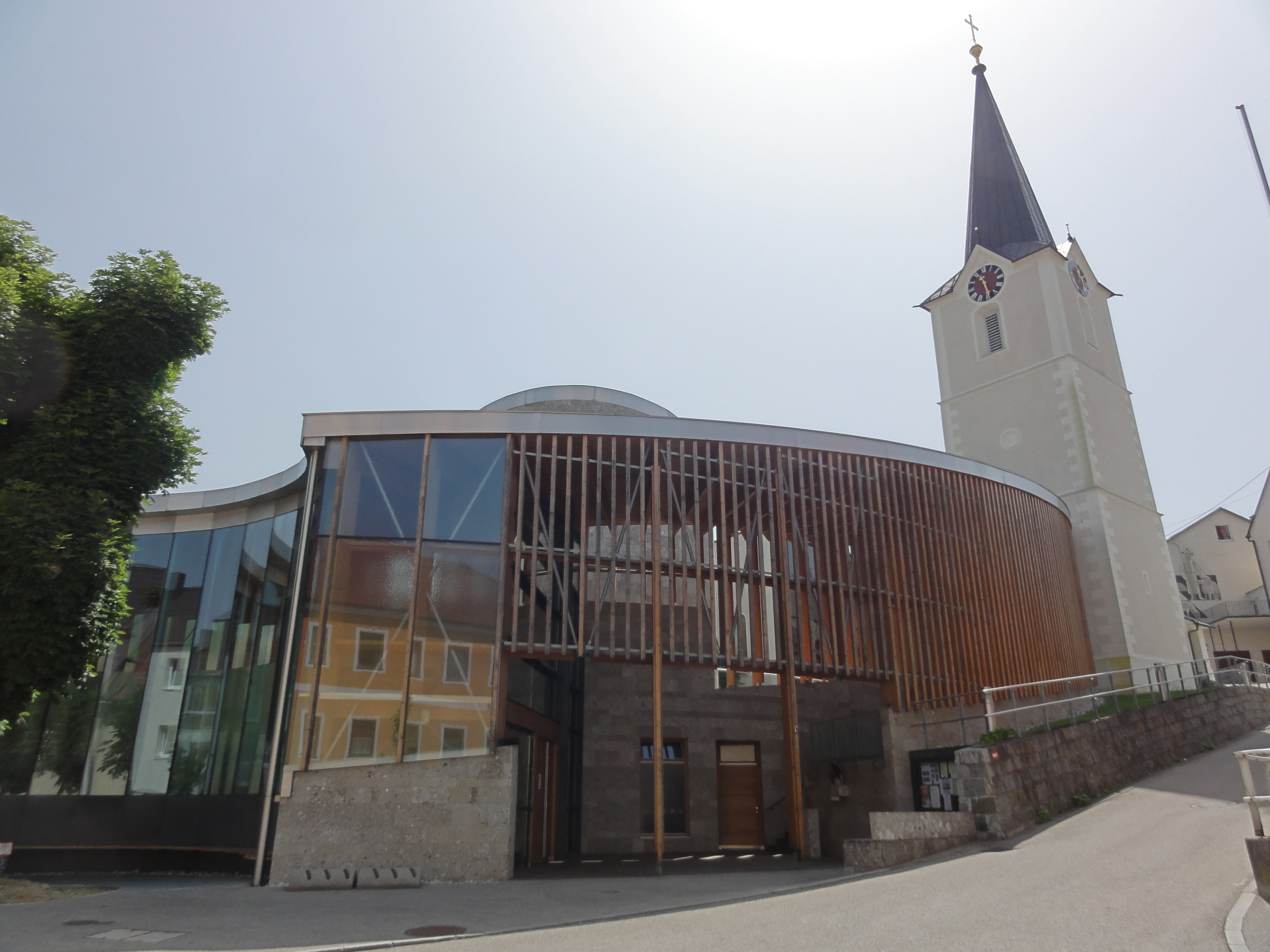
Pfarrkirche Gallspach

- Wasserschloss Gallspach: Erster Edelsitz urkundlich 1120 erwähnt. 1343 Veste. Derzeitiger Bau aus dem 16.–18. Jh.
- Barocke Mariensäule: Zwischen 1680 und 1695 am ehemaligen Hofplatz (heute Hauptplatz) errichtet.
- Katholische Pfarrkirche Gallspach hl. Katharina: mit neuer Kirchweihe am 11. Dezember 2005; mit Integration des alten Gotteshauses und Erhaltung alter Grabsteine des 14.–19. Jh.; Kreuzweg des bekannten Gallspacher Bildhauers Erwin Burgstaller.
- Kiener-Kapelle: ist eine Lourdeskapelle. Laut Deckeninschrift 1885 von Florian und Elisabeth Feilegger erbaut. Hauskapelle des 2001 abgetragenen „Lotte Kiener-Hauses“, in dem die Mundartdichterin Klothilde Kiener viele Jahrzehnte wohnte. 2004 wurde die Kapelle renoviert.
- Museum des Institut Zeileis: Dokumentation der Geschichte der elektrophysikalischen Therapieanstalt und der von Valentin Zeileis begründeten und erfolgreich angewendeten Hochfrequenztherapie.[6][7][8]
- Tesla Museum Gallspach – Erlebnis Elektrizität: Eröffnet 2008. Schaustücke zu Nikola Tesla, Elektrostatik und Informationstechnologie.[9][10]

## Wirtschaft und Infrastruktur

### Verkehr
- Bahn: Gallspach liegt 3 Kilometer von der 1861 eröffneten Bahnstrecke Wels–Passau entfernt. Seit 1932 heißt die Bahnstation Grieskirchen wegen des Zustromes von Kurgästen zum Institut Zeileis Grieskirchen-Gallspach. Eine geplante Verbindungsbahn von Grieskirchen über Gallspach nach Gaspoltshofen wurde nicht realisiert.
- Bus: An Werktagen bestehen Busverbindungen nach Grieskirchen, Gaspoltshofen und Wels.
- Straße: Gallspach liegt an der B 135 Gallspacher Straße, die zwischen Grieskirchen und dem Traunfall bei Schwanenstadt verläuft. Gallspach besitzt in Meggenhofen eine eigene Abfahrt von der Innkreisautobahn A8 (Meggenhofen-Gallspach). Von regionaler Bedeutung sind die Straßen nach Meggenhofen (über Schlatt), St. Georgen (über den Tetzelweg), Kematen, Wels (durch das Sulzbachtal) und Schlüßlberg (über Kochlöffeleck).

## Politik

### Gemeinderat
Der Gemeinderat hat 25 Mitglieder.
- 1945: 9 ÖVP und 3 SPÖ.
- 1949: 9 ÖVP, 6 WdU und 3 SPÖ.
- 1955: 10 ÖVP, 4 SPÖ, 3 FW und 1 KPÖ.
- 1961: 10 ÖVP, 5 SPÖ und 3 FPÖ.
- 1967: 8 SPÖ. 8 ÖVP und 3 FPÖ.
- 1973: 10 SPÖ, 7 ÖVP und 2 FPÖ.
- 1979: 10 SPÖ, 7 ÖVP und 2 FPÖ.
- 1985: 11 ÖVP, 11 SPÖ und 3 FPÖ.
- 1991: 12 ÖVP, 7 FPÖ und 6 SPÖ.
- Mit den Gemeinderats- und Bürgermeisterwahlen in Oberösterreich 1997 hatte der Gemeinderat folgende Verteilung: 10 ÖVP, 9 SPÖ und 6 FPÖ.
- Mit den Gemeinderats- und Bürgermeisterwahlen in Oberösterreich 2003 hatte der Gemeinderat folgende Verteilung: 14 SPÖ, 8 ÖVP und 3 FPÖ.
- Mit den Gemeinderats- und Bürgermeisterwahlen in Oberösterreich 2009 hatte der Gemeinderat folgende Verteilung: 9 SPÖ, 9 FPÖ, 5 ÖVP und 2 GRÜNE.
- Mit den Gemeinderats- und Bürgermeisterwahlen in Oberösterreich 2015 hatte der Gemeinderat folgende Verteilung: 11 FPÖ, 6 SPÖ, 6 ÖVP und 2 GRÜNE.
- Mit den Gemeinderats- und Bürgermeisterwahlen in Oberösterreich 2021 hat der Gemeinderat folgende Verteilung: 11 FPÖ, 8 ÖVP und 6 SPÖ.[11][12]

### Bürgermeister
Bürgermeister ist seit 2015 Dieter Lang von der FPÖ. Als Vizebürgermeister fungiert Gerhard Mairhuber (FPÖ).
- 1848–1849 Josef Wurm
- 1849–1856 Ferdinand Maria Johann v. Imsland
- 1855–1861 Peter Muckenhuber (Enzendorf)
- 1856–1858 Mathias Weinzierl
- 1858–1860 Franz Wimmer
- 1860–1863 Andrä Lehner
- 1861–1864 Andreas Auinger (Enzendorf)
- 1864–1866 Johann Weiß
- 1864–1867 Josef Lindinger (Enzendorf)
- 1866–1868 Franz Wimmer
- 1867–1873 Peter Muggenhuber (Enzendorf)
- 1869–1872 Franz Huemer
- 1873–1875 Franz Wimmer
- 1873–1877 Peter Baldinger (Enzendorf)
- 1876–1877 Johann Weiß
- 1877–1879 Josef Lindinger (Enzendorf)
- 1877–1881 Friedrich Prodinger
- 1879–1882 Mathias Berghamer (Enzendorf)
- 1882–1884 Johann Weiß
- 1882–1891 Peter Muggenhuber (Enzendorf)
- 1885–1889 Johann Einberger
- 1890–1891 Johann Weiß
- 1891–1894 Josef Strasser (Enzendorf)
- 1891–1893 Jakob Kleemaier
- 1894–1909 Franz Aumayr
- 1894–1900 Franz Lindinger (Enzendorf)
- 1900–1903 Mathias Bergamer (Enzendorf)
- 1903–1906 Andreas Auinger (Enzendorf)
- 1906–1916 Franz Lindinger (Enzendorf)
- 1909–1912 Josef Wurm
- 1912–1919 Franz Aumayr
- 1916–1919 Alois Mauernböck (Enzendorf)
- 1919–1938 Johann Strauß
- 1919–1924 Franz Lindinger (Enzendorf)
- 1924–1938 Josef Strasser (Enzendorf)
- 1938–1938 Hermann Weikinger (NS-Bgm.)
- 1938–1945 Martin Kahr (NS-Bgm.)
- 1945–1945 Andreas Auinger (NS-Bgm.)
- 1945–1945 Georg Schmied (KPÖ)
- 1945–1958 Josef Schlager (ÖVP)
- 1958–1967 Josef Breitwieser (ÖVP)
- 1967–1988 Wilhelm Berger (SPÖ)
- 1988–1991 Rolf Scharinger (FPÖ)
- 1991–1997 Kurt Brandlmayr (ÖVP)
- 1997–2015 Siegfried Straßl (SPÖ)

### Wappen
Das Wappen ist geteilt; oben in Gold ein schwarzer Adler, unten in Schwarz drei silberne Pfähle.
Wenige Jahre nach dem Tod des kinderlos verstorbenen Herrschaftsbesitzers Tobias von Waldberg († 1670) übernahm die Gemeinde dessen Wappen als Gemeindewappen. Die älteste offizielle Darstellung als Marktwappen datiert vom 2. Jänner 1728 auf einem Siegel der Bürgerschaft.
Die Gemeindefarben sind Blau-Gelb.

## Persönlichkeiten

### Personen mit Bezug zur Gemeinde
- Tobias Prodlfischer von Waldberg (ca. 1600–1670), diente dem Abt von Kremsmünster, Anton Wolfradt, sieben Jahre als Hofmeister und wurde 1635 zum Verwalter des Stiftes Kremsmünster auf Schloss Kremsegg installiert. 1635 heiratete er Anna Margarete Hüedt zu Weitersdorf, eine Nichte des Abtes, nach deren frühem Tod 1639 Maria Johanna Spindler von Hofeck. Ab 1638 belebte er den Markt Gallspach neu und gilt auch als zweiter Gründer einer selbstständigen Pfarre.
- Johann Georg Adam Reichsfreiherr von Hoheneck (1669–1754), Genealoge, Historiker und Politiker.
- Josef Starzengruber (1806–1877), Mediziner in Bad Hall (erster Badearzt), Taufkirchen bei Schärding und Andorf.
- Matthias Friedwagner (1861–1940), Universitätsprofessor für romanische Philologie. 1900–1911 Universität Czernowitz (1910/11 Rektor); 1912–1928 Johann Wolfgang Goethe-Universität in Frankfurt am Main.
- Valentin Zeileis (1873–1939), Metall-Kunsthandwerksmeister der Wiener Werkstätte (1903/04). Ab 1905 in zweiter Ehe verheiratet mit Friederike Mautner von Markhof. Ab 1912 Besitzer des Schlosses Gallspach. Übersiedelte 1920 von Wien nach Gallspach und richtete im Schloss die erste Ordination ein. 1926 Ehrenbürgerrecht von Gallspach. 1929 Bau des Institut Zeileis.
- Lotte Kiener (1891–1980), Mundartdichterin, die seit 1926 in Gallspach lebte. Sie stammte vom Aichergut in Großkrottendorf bei Offenhausen ab. 1975 wurde sie mit dem Goldenen Ehrenzeichen des Stelzhamerbundes ausgezeichnet.
- Fritz Zeileis (1898–1978), Sohn aus der ersten Ehe von Valentin Zeileis mit der Pianistin Helene Gundler. Medizinstudium in Wien, München, Erlangen und Frankfurt/Main. Setzte das Werk seines Vaters fort. Langjähriger Leiter des Institut Zeileis. Ehrenbürger (1937) und Ehrenringträger (1971) von Gallspach. 1973 Verleihung des Großen Goldenen Ehrenzeichens der Republik Österreich.
- Erich Pramböck (1941–2009), 1988–2006 Generalsekretär des Österreichischen Städtebundes.

### Söhne und Töchter der Gemeinde
- Josef Auinger (1897–1960), Kriminalbeamter und Nationalsozialist, leitender Gestapo-Beamter in St. Pölten, Linz, Wien und Salzburg, SS-Obersturmbannführer im Sicherheitsdienst des Reichsführers SS (SD) des Reichssicherheitshauptamtes (RSHA), Führer verschiedener SS-Sonderkommandos im nationalsozialistischen Vernichtungskrieg.
- Eduard Munninger (1901–1965), Schriftsteller und Ordensgründer.